# PCD (음반)
PCD는 미국의 걸 그룹 푸시캣 돌스의 첫 번째 정규 앨범이자 데뷔 앨범이며, 미국에서 2005년 9월 13일 발매되었다. 한국에서는 27일 발매되었다. 멜로디 숀튼과 니콜 셰르징거를 새로이 영입한 뒤, 두 개의 싱글을 발표해 이 정규 앨범을 발매하였다. 프로듀서로 참여한 사람으로는 팀발랜드, Rich Harrison, Cee-Lo Green, Polow da Don, Sean Garrett, 윌 아이 엠, Ron Fair, Young Smoke, Siobhan Fahey, Kwamé, 로빈 안틴 등이 있다.
앨범 대부분의 수록곡들은 니콜 셰르징거 위주의 보컬로 이어나가기 때문에 일부에선 비판을 받았지만 좋은 평도 받았다. 앨범은 호주, 캐나다 및 영국에서 10위권에 진입했으며, 러시아와 뉴질랜드에서 1위를 차지했었다. 미국에서는 290 만 장 이상을 판매해 빌보드 200에서 5위에 도달했었다. 세계 판매량은 9백만장에 이르렀다.
이 앨범은 총 여섯개의 싱글을 발표했다. 첫 싱글인 "Don't Cha"는 전 세계 차트들을 휩쓸며 화려하게 등장했다. 이 노래는 빌보드 핫 100에서 2위까지 올라갔었다. 두 번째 싱글 "Stickwitu"는 49회 그래미 상에서 후보로 올르기도 했었다. 네 번째 싱글 "Buttons"은 미국의 유명 랩퍼 스눕 독이 피처링으로 참여하기도 했다. 이 노래는 빌보드 핫 100 차트 3위에 올랐다. 그 밖의 다른 싱글로는 "Beep", "I Don't Need a Man", "Wait a Minute" 등이 있다.
이 앨범에는 댄스, 알앤비, 현대 팝, 재즈등 많은 장르의 수록곡들이 있다.

## 특징
- "Don`t Cha"는 대한민국의 Sky폰 CF에 사용되었다.
- 빌보드 200 차트 에 5위까지 올라갔다.
- 그외 빌보드 탑 알앤비, 힙합 앨범 차트 7위

## 트랙 리스트
1. Don`t Cha (Feat. Busta Rhymes)
2. Beep (feat.will.i.am)
3. Wait A Minute (feat. Timbaland)
4. Stickwitu
5. Buttons
6. I Don't Need A Man
7. Hot Stuff (I Want You Back)
8. How Many Time, How Many Lies
9. Bite The Dust
10. Right Now
11. Tainted Love/Where Did Our Love Go
12. Feelin` Good
13. Sway
14. Flirt
15. We Went As Far As We Felt Like Going